# هنرييته أدلهيد من سافوي
هنرييته أدلهيد ماريا من سافوي أو إنريكيتا أديلايد ماريا (الألمانية:Henriette Adelheid von Savoyen
؛ الإيطالية:Enrichetta Adelaide di Savoia؛ 6 نوفمبر 1636 - 13 يونيو 1676)؛ كانت ناخبة بافاريا من خلال زواجها من فرد من سلالة فيتلسباخ فرديناند ماريا، كان لها دور سياسي كبير في البلاد، وأيضا قامت بتحسين ظروف البلاد مع زوجها، وأيضا قامت بادخال الباروكية الإيطالية إلى البلاد.

## السيرة الذاتية
تعتبر الأميرة إنريكيتا واحدة من أصغر الأبناء لـ فيتوريو أميديو الأول دوق سافوي وكريستينا ماريا من فرنسا ابنة هنري الرابع ملك فرنسا، والدها توفي في 7 أكتوبر 1637 وهي لازالت لم تبلغ العام من عمرها، بذلك أصبحت والدتها كريستينا ماريا بمثابة الوصية على أشقائها على التوالي فرانشيسكو جاشينتو التي توفي في العام التالي، وكارلو إمانويلي الثاني بعد 1638، عارض أعمامها موريسيو وتوماسو حكم والدتها وحاشيتها الفرنسية مما أدى إلى حرب بيمونتية الأهلية تلقى أعمامها الدعم من إسبانيا، في الحين والدتها تلقت الدعم من شقيقها لويس الثالث عشر ملك فرنسا، ومع ذلك استطعت والدتها تحقيق النصر واحتفظت بالوصاية لنفسها.
بعد بلوغها الأربعة عشر عاماً أصبحت متزوجة من فرديناند ماريا دي فيتلسباخ هو الأمير بافاريا الانتخابي، ومع ذلك بعد أقل من عام من زواجهما أصبح أخيراً ناخب بافاريا بعد وفاة والده ماكسيمليان الأول وبكونه قاصر في ذاك الوقت أصبح عمه الوصي، وأخيراً بعد ثلاثة سنوات أصبح بالغاً وكان عليه الآن أن يحكم نفسه بنفسه، وأيضا كان لهنرييته أدلهيد تأثير كبير في الشؤون البافارية الخارجية لصالح فرنسا وهي العلاقات التي استمرت لمدة أكثر من قرن، وأدى هذا التحالف الفرنسية البافارية ضد العلاقات النمساوية، وأيضا نتج عن هذه العلاقات تزويج ابنتها الكبرى ماريا آنا فيكتوريا من لويس دوفين فرنسا الأكبر في 1680، وبذلك هي جدة فيليب الخامس ملك إسبانيا وجدة الكبرى لـ لويس الخامس عشر ملك فرنسا.
وأيضا كان لها دور في بناء قصر نيمفينبورغ وكنيسة تياتين في ميونخ، بحيث قامت بدعوة العديد من الفنانين الإيطاليين إلى ميونخ، وأيضا قامت بادخال أوبرا الإيطالية إلى البلاط البافاري.
توفيت الناخبة هنرييته أدلهيد في 1676 في ميونخ، ودفنت في كنيسة تياتين التي تم بنائها كبادرة الشكر لإنجاب الوريث الذي طال انتظاره الأمير ماكسيمليان الثاني إيمانويل في 1662، وأيضا زوجها دفن بجوارها عند وفاته في 1679.

## الذرية
انجبت هنرييته أدلهيد لفرديناند ماريا سبعة أبناء:-
1. ماريا آنا فيكتوريا (28 نوفمبر 1660 - 20 أبريل 1690)؛ تزوجت من لويس دوفين فرنسا الأكبر؛ لهم ذرية.
2. ماكسيمليان الثاني إيمانويل ناخب بافاريا (11 يوليو 1662 - 26 فبراير 1726)؛ هو والد في المستقبل الإمبراطور كارل السابع.
3. لويس مارغريت أنطون (18 سبتمبر 1663 - 10 نوفمبر 1665)؛ توفي صغيراً.
4. لودفيغ أماديو فيكتور (6 أبريل 1665 - 11 ديسمبر 1665)؛ توفي رضيعاً.
5. ابن (4 أغسطس 1666).
6. كايتان ماريا فرانز (2 مايو 1670 - 7 ديسمبر 1670)؛ توفي رضيعاً.
7. يوزف كليمنس (5 ديسمبر 1671 - 12 نوفمبر 1723)؛ هو ناخب ورئيس الأساقفة كولونيا.
8. يولاندا بياتريكس (3 أبريل 1673 - 3 يونيو 1731)؛ تزوجت من فرديناندو دي ميديشي دوق توسكانا الأكبر؛ ليس لديهم أبناء.

بالإضافة إلى ذلك عانت الناخبة من ثلاثة حالات الإجهاض في يونيو 1661، مارس 1664، 1674.